# Tzetzi Lake Indian Reserve 11
Tzetzi Lake Indian Reserve 11 är ett reservat i Kanada.   Det ligger i provinsen British Columbia, i den centrala delen av landet, 3 600 km väster om huvudstaden Ottawa. Tzetzi Lake Indian Reserve 11 ligger vid sjön Tsetzi Lake.
I omgivningarna runt Tzetzi Lake Indian Reserve 11 växer i huvudsak barrskog. Trakten runt Tzetzi Lake Indian Reserve 11 är nära nog obefolkad, med mindre än två invånare per kvadratkilometer.